# Црна Гора на Песми Евровизије 2008.
Црна Гора је учествовала на Песми Евровизије 2008. са песмом „Заувијек волим те“ коју су написали Григор Копров и Огнен Неделковски. Песму је извео Стефан Филиповић.  Радио и телевизија Црне Горе (РТЦГ) је организовала национално финале MontenegroSong у циљу одабира црногорског представника за такмичење 2008. године у Београду, Србија. Шест уметника се такмичило у националном финалу 27. јануара 2008. где је јавно телевизијско гласање изабрало Стефана Филиповића за победника са 3.325 гласова. Његова песма "Заувијек волим те" интерно је одабрана и представљена јавности у телевизијском специјалу 8. марта 2008.
Црна Гора је извучена да се такмичи у првом полуфиналу Песме Евровизије које је одржано 20. маја 2008. Наступајући као уводна пријава за емисију на позицији 1, „Заувијек волим те“ није објављена међу 10 квалификационих пријава првог полуфинала и стога се није квалификовала за такмичење у финалу. Касније је откривено да је Црна Гора заузела четрнаесту позицију од 19 земаља учесница у полуфиналу са 23 бода.

## Позадина
Пре такмичења 2008. године, Црна Гора је учествовала на Песми Евровизије као самостална нација једном од свог првог самосталног учешћа 2007 године када није успела да се пласира у финале са песмом „Ајде, крочи“ у извођењу Стевана Федија. Црногорски национални емитер Радио и телевизија Црне Горе (РТЦГ) емитује догађај у Црној Гори и организује процес селекције за улазак нације. РТЦГ је потврдила да ће Црна Гора учествовати на Песми Евровизије 2008. 19. јуна 2007. 2007. године, емитер је организовао национално финале MontenegroSong како би одабрао извођача и пјесму која ће представљати Црну Гору. За 2008. годину, MontenegroSong је организован да одабере извођача, а емитер је одлучио да интерно одабере песму.

## Пре Евровизије

### Монтенегросонг 2008.
Монтенегросонг 2008. је било национално финале које је организовала РТЦГ у циљу избора црногорског представника за Песму Евровизије 2008. На конкурс је емитер позвао 13 уметника, а 13. јануара 2008. објављено је шест извођача који су прихватили учешће. Финале је одржано 27. јануара 2008. у дискотеци Shass у Подгорици, чији су домаћини били Дражен Бауковић и Марија Вујовић, а емитовано је на ТВЦГ 1 и ТВЦГ САТ, као и онлајн путем сајта емитера ртцг.орг. Свих шест уметника извело је по две песме по свом избору, а Стефан Филиповић је изабран за победника путем јавног телевизијског гласања. Телегласањем током емисије добијено је 6.355 гласова. На догађају су као гости наступали прошлогодишњи представник Црне Горе на Евровизији Стеван Фади као и белоруски представник Руслан Алехно.
| Уметник             | Број наступа | Песма 1 (У оригиналу изводи)                    | Број наступа | Песма 2 (У оригиналу изводи)     | Телегласање | Место |
| ------------------- | ------------ | ----------------------------------------------- | ------------ | -------------------------------- | ----------- | ----- |
| Андреа Демировић    | 1            | „I Will Always Love You” (Витни Хјустон)        | 7            | „La reina de la noche” (Мирела)  | 1,300       | 2     |
| Грим                | 2            | „The Power of Love” (Frankie Goes to Hollywood) | 8            | „Зачаран” (Грим)                 | 345         | 5     |
| Јелена Кажанегра    | 3            | „The Best” (Тина Тарнер)                        | 9            | „Као мачка” (Фит)                | 377         | 4     |
| Ненад Кнежевић Кнез | 4            | „Balerina” (Макадам)                            | 10           | „Ниједна жена на свијету ”(Кнез) | 667         | 3     |
| Весна Милачић Каја  | 5            | „Here I Go Again”(Whitesnake)                   | 11           | /                                | 341         | 6     |
| Стефан Филиповић    | 6            | „За њу” (Стефан Филиповић)                      | 12           | „Небо и море” (Стефан Филиповић) | 3,325       | 1     |

### Избор песме
Четвртог марта 2008, песма „Не дај ми да полудим“ најављена је као представница Црне Горе. О пријави је одлучивао селекциони жири од четири песме које су пријавили композитори на позив РТЦГ. Песма је касније преименована у „Заувијек волим те“ и представљена је током телевизијског специјала на ТВЦГ 2 8. марта 2008. „Заувијек волим те” написали су Григор Копров и Огнен Неделковски; дуо је такође био одговоран за македонску песму 2007. Снимљена је и енглеска верзија песме "Never Forget That I Love You".

### Промоција
Стефан Филиповић је неколико пута наступао широм Европе како би додатно промовисао своју пјесму. Он је 9. марта извео „Заувијек волим те“ у полуфиналу српског националног финала Евровизије Беовизија 2008. Филиповић је 4. априла наступио у емисији Коначно петак на БХТ 1 у Босни и Херцеговини.

## На Евровизији
У септембру 2007. је најављено да ће формат такмичења бити проширен тако да ће наредне године укључивати два полуфинала. Према правилима Евровизије, све нације, осим земље домаћина и „велике четворке“ (Француска, Немачка, Шпанија и Уједињено Краљевство) морају да се квалификују из једног од два полуфинала како би се такмичиле за финале; девет најбољих песама из сваког полуфинала како је утврђено путем телегласовања до финала, а десету је одредио резервни жири. Европска радиодифузна унија (ЕБУ) поделила је конкурентске земље у шест различитих лонаца на основу образаца гласања са претходних такмичења, при чему су земље са повољном историјом гласања стављене у исти лонац. Дана 28. јануара 2008. одржан је жреб за специјалне алокације којим је свака земља ушла у једно од два полуфинала. Црна Гора се пласирала у прво полуфинале, које се одржавало 20. маја 2008. Редослед за полуфинале је одлучен још једним жребом 17. марта 2008. године и Црна Гора је била постављена да отвори такмичење и наступи на првој позицији, пре уласка из Израела.
Два полуфинала и финале преношени су у Црној Гори на ТВЦГ 2 уз коментаре Дражена Бауковића и Тамаре Иванковић. Портпарол Црне Горе, која је објавила црногорске гласове током финала, била је Нина Радуловић.

### Полуфинале
Филиповић је учествовао на техничким пробама 14. и 17. маја, након чега су уследиле генералне пробе 21. и 22. маја. У црногорском наступу Стефан Филиповић је на сцени наступио у белој кошуљи, црним кожним панталонама и црној мајици са одштампаним црвеним рукама које су симболизовали љубав и бес који је певач доживљавао према женама, као и „пријатељство“, солидарност“ и „стопирање“. Филиповићу су се придружила и четири пратећа вокала/плесача обучена у црно и у црвеним рукавицама. Усред песме пратећи извођачи су рукама миловали Филиповићево лице. ЛЕД екрани су приказивали црне, црвене и беле боје. Са Стефаном Филиповићем су наступила четири пратећа вокала/плесача: Амира Хидић, Ана Кабалин, Мартина Мајерле и Матеја Мајерле. Мајерле је потом представљала Словенију на Песми Евровизије 2009. заједно са групом Quartissimo.
На крају емисије, Црна Гора није проглашена међу 10 квалификационих пријава у првом полуфиналу и стога се није квалификовала за финале. Касније је откривено да се Црна Гора пласирала на четрнаесто место у полуфиналу, са укупно освојена 23 бода.

### Гласање
Испод је преглед бодова који су додијељени Црној Гори и које је Црна Гора додијелила у првом полуфиналу и великом финалу такмичења. Земља је додијелила својих 12 бодова Босни и Херцеговини у полуфиналу и Србији у финалу такмичења.

#### Бодови додијељени Црној Гори
| Резултат  | Држава              |
| --------- | ------------------- |
| 12 бодова | Босна и Херцеговина |
| 10 бодова | Словенија           |
| 8 бодова  |                     |
| 7 бодова  |                     |
| 6 бодова  |                     |
| 5 бодова  |                     |
| 4 поена   |                     |
| 3 поена   |                     |
| 2 поена   |                     |
| 1 бод     | Сан Марино          |

#### Бодови које додјељује Црна Гора
| Резултат  | Земља               |
| --------- | ------------------- |
| 12 бодова | Босна и Херцеговина |
| 10 бодова | Словенија           |
| 8 бодова  | Русија              |
| 7 бодова  | Грчка               |
| 6 бодова  | Јерменија           |
| 5 бодова  | Израел              |
| 4 бодова  | Норвешка            |
| 3 бодова  | Азербејџан          |
| 2 бодова  | Финска              |
| 1 бод     | Ирска               |

| Резултат  | Земља               |
| --------- | ------------------- |
| 12 бодова | Србија              |
| 10 бодова | Босна и Херцеговина |
| 8 бодова  | Русија              |
| 7 бодова  | Албанија            |
| 6 бодова  | Грчка               |
| 5 бодова  | Израел              |
| 4 бодова  | Украјина            |
| 3 бодова  | Летонија            |
| 2 бодова  | Хрватска            |
| 1 бод     | Јерменија           |